# لیبیکو
لیبیکو (انگلیسی: Libeco) شرکت نساجی بلژیکی است، که در سال ۱۸۶۴ تأسیس شد.